# The Kids in the Hall

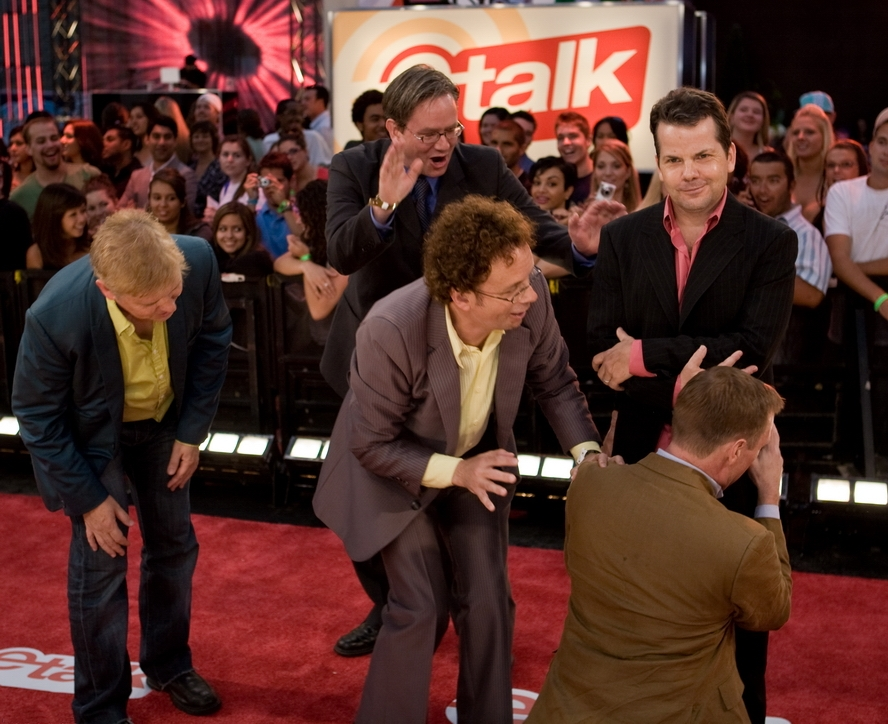
Il gruppo nel 2008 a Toronto, durante l'eTalk Festival Party

I The Kids in the Hall sono una compagnia teatrale di sketch comici canadese formata nel 1984.

## Componenti
- Dave Foley
- Kevin McDonald
- Bruce McCulloch
- Mark McKinney
- Scott Thompson

## Storia
Si sono resi famosi con il programma televisivo omonimo andato in onda in Canada, sulla CBC dal 1988 al 1994 e poi anche negli Stati Uniti fino al 1995. Nel '96 hanno realizzato il film Brain Candy. Negli anni 2000 si sono dedicati soprattutto agli spettacoli live, girando in tutto il mondo con tour e rassegne. Nel 2010 hanno realizzato la miniserie Death Comes to Town.